# Ferdinand Humbert
Ferdinand Humbert, född 8 oktober 1842, död 1934, var en fransk målare.
Humbert var elev till François-Édouard Picot, Alexandre Cabanel och Eugène Fromentin. Han är mest känd för sina fresker i Panthéons norra korsarm med samlingstiteln Pro patria (Bön, Arbete, Fosterlandskärlek och Uppoffring). Hubert var en av den parisiska damvärldens mest uppskattade porträttörer.